# Elaphidion tomentosum
Elaphidion tomentosum es una especie de escarabajo longicornio del género Elaphidion, categorizada en la tribu Elaphidiini, de la subfamilia Cerambycinae. Fue descrita por Chevrolat en 1862.

## Descripción
Mide 16-20,5 mm de longitud.

## Distribución
Se distribuye por América: Cuba, Haití, Montserrat, Puerto Rico y República Dominicana.